# Wladimir Sergejewitsch Uspenski
Wladimir Sergejewitsch Uspenski (russisch Владимир Сергеевич Успенский, * 7. Februar 1989 in Moskau, Sowjetunion) ist ein russischer Eiskunstläufer, der im Einzellauf startete.

## Werdegang
Uspenski erreichte bei den Russischen Meisterschaften 2007 Rang 10, bevor er im Folgejahr bei den Russischen Juniorenmeisterschaften Bronze gewann und bei den Senioren Rang sechs belegte. Zuvor hatte er bei der Winter-Universiade 2007 in Turin Rang 18 belegt. Beim ISU Junioren-Grand-Prix Croatia Cup 2007 in Zagreb verpasste er als Vierter nur knapp das Podium. Beim Golden Spin 2007 an gleichem Ort wurde er Dritter. Bei den Russischen Meisterschaften 2009 verpasste er als Vierter im Einzellauf eine Medaille knapp. Bei der Winter-Universiade 2009 in Harbin wurde er 17. Nachdem er bei den Russischen Meisterschaften 2010 erneut mit Rang 11 nicht überzeugen konnte, beendete er seine aktive internationale Laufbahn.

## Erfolge

### Russische Meisterschaften
- 2007 – 10. Rang
- 2008 – 6. Rang
- 2009 – 4. Rang
- 2010 - 11. Rang

### Russische Juniorenmeisterschaften
- 2008 – 3. Rang

## Privates
Seine Eltern sind Swetlana Igorewna und Sergej Borissowitsch Uspenski. Er ist der jüngere Bruder des russischen Eiskunstläufers Alexander Uspenski. 